# Gymnothorax prionodon
Gymnothorax prionodon és una espècie de peix de la família dels murènids i de l'ordre dels anguil·liformes.

## Morfologia
Els mascles poden assolir els 150 cm de longitud total.

## Distribució geogràfica
Es troba des del sud del Japó fins al Mar de la Xina Meridional, Austràlia i Nova Zelanda.